# Élise Binard
Pour les articles homonymes, voir Binard.
Élise Binard, née à Uccle, le 19 janvier 1911 et décédée au camp de Belzig, annexe du camp d'Oranienburg, le 13 novembre 1944 est une résistante belge de la Seconde Guerre mondiale.

## Biographie

### Jeunesse et formation
Elise Binard est née à Uccle le 19 janvier 1911. Après des humanités classiques au Lycée Émile Max à Schaerbeek, elle entame des études de sciences à l'Université libre de Bruxelles mais sa santé chancelante et les difficultés financières la contraignent à l'abandon. Elle rentre alors (1932) à l'administration communale de Bruxelles en qualité de commis de direction. À la fin de l'année 1934, elle sollicite et obtient un congé sans solde afin de prendre part à l'expédition internationale de cosmothérapie dirigée par le professeur Edmond Bordeaux Székely en Polynésie.
En 1937 elle est nommée commis principal de première classe. Cette même année, elle épouse H.F. Ollevier. Elle est alors employée à l'état-civil de l'administration communale au Palais du Midi.

### La Résistance
Lorsque la Seconde Guerre mondiale éclate, la militante syndicale s'inscrit naturellement dans la mouvance de la résistance belge qui s'organise. Elle devient membre des milice patriotiques. Son emploi au sein de l'administration lui permet de fournir de fausses pièces d'identité à de nombreux clandestins. En 1942 elle s'engage au sein du Comité de lutte syndicale (C.L.S.) et sera la trésorière de la section « Solidarité ». Elle collecte des timbres de ravitaillement et de l'argent pour venir en aide à ceux dont l'existence est menacée par l'occupant nazi. Elle contribue ainsi au sauvetage de nombreux juifs,.

### La déportation
Le 14 juillet 1944, probablement sur dénonciation, elle est arrêtée par la Gestapo. Torturée puis écrouée à la prison de Saint-Gilles à Bruxelles, elle est déportée le mercredi 9 août avec 53 prisonniers politiques provenant d’Anvers, de Liège, de Namur et cinq femmes du nord de la France. Dans des conditions de transport épouvantables, le convoi arrive le samedi 12 août à Ravensbrück pour une désinfection, un examen médical et une mise en quarantaine de 11 jours. Élise Binard est à nouveau déportée vers le camp de concentration de Belzig le jeudi 24 août ; dès le lendemain elle commence un exténuant travail de 12 heures de nuit à l’usine de munitions du camp voisin d’Oranienburg. La plupart des détenus ont une espérance de vie très courte et meurent très vite. Sa compagne d’infortune et codétenue Germaine Terwecoren lui dédie son témoignage : « à ma codétenue, Elise Ollevier, morte pour la liberté au camp de concentration de Belzig le 13 novembre 1944 à l'âge de 34 ans »,.

## Reconnaissances
Élise Binard est récipiendaire des décorations suivantes, à titre posthume, par arrêté du Régent du 16 juin 1948 :
- Chevalier de l'ordre de Léopold II avec palme
- Croix de guerre 1940-1945 avec palme
- Médaille de la résistance armée 1940-1945

Ces décorations s'accompagnent de la citation suivante « Membre des Milices patriotiques, résistante de la première heure, dévouée et courageuse. Arrêtée en raison de son activité patriotique et déportée en Allemagne, y mourut à Belzig, le 13 novembre 1944. ».
Un buste à son effigie est inauguré au Palais du Midi.